# 外的視点と内的視点
法学では立場による法律に対する視点の違いが研究の対象となっている。一般人または法律を客体ととらえる立場から見る外的視点（がいてきしてん、英: external point of view）と、法律家の立場から見る内的視点（ないてきしてん、英: internal point of view）とがある。この概念はハーバート・ハートにより考察された。
一人の人間の中では両方の視点が存在しており、職業・職務の内容や法律との関わり方によりどちらがより重視されるかが変わってくる。

## 外的視点
外的視点において、法律は公表された条文や、制度とその運用に関する人間などの形で捉えられる。法律の効果や、従うべき規則は認知されるが、あくまで実用的な規範とみなされるだけであり、法律を順守するのもそのほうが有利だからにすぎない。
この視点において、善悪の判断は社会規範によりなされる。社会規範との乖離が大きい法律は敬意がもたれず、順守されない。

## 内的視点
内的視点において、法律は自発的に拘束される規則である。法律に問題があれば、無視したり実力行使するのでなく、法律に適うやりかたで改めることを考える。
近代の民主主義国家においては、一般の国民も有権者として立法に関与しており、法律の専門家はその意思を尊重しなければならない。また、社会規範と法律との乖離も少なくしていく必要がある。そのためには、一般の国民にも、内的視点を理解し、適切な方法でその意思を主張していくことが求められる。